# آلومینیوم اکسید

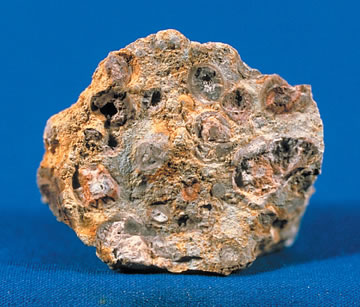

آلومینیوم اکسید یک ترکیب شیمیایی از آلومینیوم و اکسیژن با فرمول شیمیایی Al 2 O 3 است. این ماده جزء متداول‌ترین اکسیدهای آلومینیوم است و به‌طور خاص به عنوان اکسید آلومینیوم شناخته می‌شود که معمولاً به آن آلومینا گفته می‌شود ولی ممکن است بسته به فرم یا برنامه‌های کاربردی خاص aloxide , aloxite یا alundum نامیده شود.
این یک اکسید آمفوتر است و نام‌های تجاری متنوعی مانند آلومینا، کرندوم دارد. تنوع نام‌های این اکسید نشان دهندهٔ کاربرد فراوان این ماده در صنایع گوناگون است.
کرندوم فراوان‌ترین و پایدارترین فرم اکسید آلومینیوم است که در طبیعت وجود دارد که به آن α آلومینا گفته می‌شود. یون‌های اکسیژن به صورت هگزاگونال متراکم (HCP) هستند و یونهای Al3+ دو سوم فضاهای خالی هشت وجهی را اشغال نموده‌اند. در مرکز این ساختار Al3+ به صورت یک هشت وجهی است. در هر سلول واحد HCP، از ۲ واحد فرمولی اکسید آلومینیوم تشکیل شده است.
آلومینا همچنین به صورت فازهای دیگر نیز وجود دارد. که آن‌ها را براساس حروف یونانی نام گذاری می‌کنند. این فازها عبارتند ازθ: δ,ð, χ, η. هر کدام از این فازها دارای ساختار کریستالی و ویژگی خاص خود هستند. البته تمام این فازها، فازهایی غیرپایدار هستند. پس از حرارت دهی آلومینا و تشکیل این فازها در نهایت فاز α تشکیل می‌شود.
هم چنین می‌توان از ناپایداری برخی از فازهای آلومینا استفاده کرد و از فعالیت‌های شیمیایی آنها در کاربردهای خاص بهره برد. برای مثال می‌توان از آنها به عنوان کاتالیزور استفاده کرد.
مهم‌ترین ساختار آلومینا که بیشتر به عنوان کاتالیست در صنایع نفت، ساختارهای  کامپوزیتی برای هوا و فضا، پوشش‌های عایق و پایداری حرارتی مورد استفاده قرار می‌گیرد، گاما آلومینا است. گاما آلومینا به دلیل دارا بودن مساحت سطح زیاد بیشترین کاربرد را در صنعت کاتالیست دارد.
اکسید آلومینیوم عایق جریان الکتریکی است اما دارای رسانایی گرمایی نسبتاً بالایی است. البته این رسانایی گرمایی با دما تغییر می‌کند. به دلیل بالا بودن نقطهٔ ذوب آلومینا این ماده مقاومت و ثبات حرارتی بالایی دارد. سختی بالای کرندوم باعث شده تا این ماده به عنوان یک جزء مناسب برای کاربردهای ساینده و ابزارهای برش باشد. در طبقه‌بندی پس از الماس، آلومینا در رتبهٔ دوم قرار دارد.
این ماده به‌طور طبیعی به صورت چند شکل کریستالی α-Al 2 O 3 به عنوان سنگ معدن یافت می‌شود که یکی از انواع آن، سنگ های قیمتی یاقوت هستند.

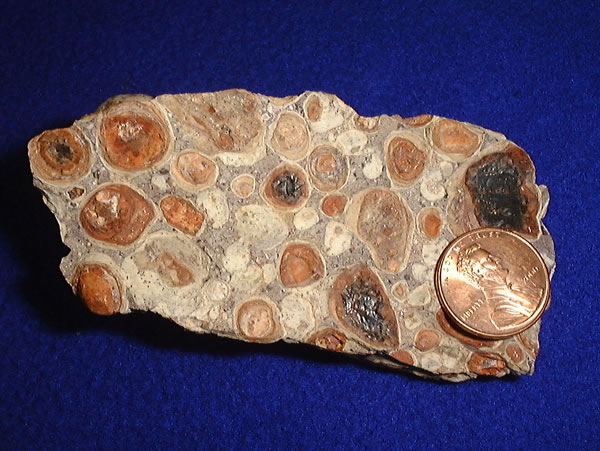

از Al 2 O 3 برای تولید فلز آلومینیوم، به عنوان ساینده استفاده می‌شود و همچنین به دلیل سختی آن و نقطهٔ ذوب بالا، به عنوان یک ماده نسوز قابل توجه است.

## شکل طبیعی آلومینیوم اکسید
کرندوم یا همان یاقوت، شکل بلورین اکسید آلومینیوم (Al2O۳) بوده که معمولاً دارای ناخالصی‌هایی از آهن، تیتانیوم، وانادیوم و کروم می‌باشد.
یاقوت سرخ و یاقوت کبود نمونه‌ای از سنگ‌های قیمتی هستند که رنگ‌های آن‌ها به خاطر وجود ناخالصی هاست.
رنگ قرمز موجود در یاقوت قرمز به دلیل وجود ناخالصی کروم می‌باشد و همچنین یاقوت کبود در رنگ‌های مختلفی وجود دارد که توسط ناخالصی‌های مختلف دیگر مانند آهن و تیتانیوم در آن به وجود آمده است.

## خواص

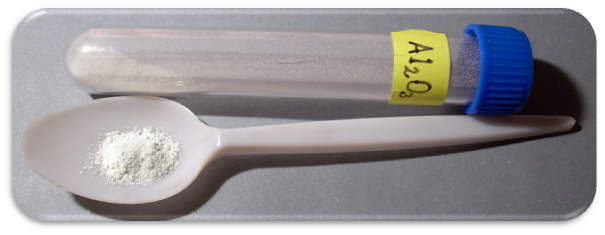
پودر اکسید آلومینیوم

Al 2 O 3 یک عایق الکتریکی است اما دارای هدایت حرارتی نسبتاً بالا (30 Wm−1K−1) برای یک ماده سرامیکی است. اکسید آلومینیوم در آب محلول نیست. شکل متبلور متداول آن، اکسید کوراندوم یا α- آلومینیوم است که به خاطر سختی‌ای که دارد باعث می‌شود که بتواند به عنوان ساینده و به عنوان یک جزء در ابزارهای برش استفاده شود.
اکسید آلومینیوم در واقع عامل مقاومت آلومینیوم فلزی در برابر هوازدگی است. آلومینیوم فلزی با اکسیژن اتمسفر بسیار واکنش پذیر است و یک لایهٔ غیرفعال نازک از اکسید آلومینیوم (غیرفعال سازی (به انگلیسی: Passivation) در شیمی‌فیزیک به فرایند مقاوم شدن فلزات در مقابل خوردگی و زنگ زدگی گفته می‌شود) به ضخامت ۴ نانومتر در هر صدم پیکو ثانیه د سطح آلومینیوم در معرض تشکیل قرار می‌گیرد. این لایه از فلز در برابر اکسیداسیون، بیشتر محافظت می‌کند. ضخامت و خصوصیات این لایهٔ اکسید را می‌توان با استفاده از فرایندی به نام آندایزینگ (به فرایندی برق‌کافتی که در آن لایه‌ای پایدار را که عموماً اکسیدی و دارای خواص محافظتی یا تزیینی است بر سطح فلز می‌نشانند آنُدِش یا آنادایزینگ (anodizing) می‌گویند) افزایش داد.
در تعدادی از آلیاژها، مانند برنزهای آلومینیوم، از این خاصیت در آلیاژ برای افزایش مقاومت در برابر خوردگی، استفاده می‌کنند. اکسید آلومینیوم تولید شده توسط آنودایزینگ به‌طور معمول بی‌شکل است، اما فرایندهای اکسیداسیون با تخلیه مانند اکسیداسیون الکترولیتی پلاسما منجر به افزایش قابل توجهی اکسید آلومینیوم بلوری در پوشش فلز می‌شود و سختی آن را افزایش می‌دهد.
اکسید آلومینیوم در سال ۱۹۸۸ از لیست مواد شیمیایی سازمان حفاظت از محیط زیست ایالات متحده آمریکا (این سازمان مشهور به EPA، یک سازمان دولتی در آمریکا است که از ۱۹۷۰ تا کنون مسئولیت کنترل و توسعه قوانین و سیاستهای رسمی دولت در محافظت از محیط زیست در ایالات متحده آمریکا را داشته است) خارج شد.

### طبیعت آمفوتریک
اکسید آلومینیوم یک مادهٔ آمفوتریک است (آمفوتر یا دوخصلتی ماده‌ای است که می‌تواند در واکنش با باز به عنوان اسید و با اسید به عنوان باز شرکت کند. همچنین می‌تواند در مقابل تغییرات جزئی اسید و باز مقاومت کند. آمفوتر مولکول یا یون است) یعنی می‌تواند به عنوان اسید یا باز (مانند اسید هیدروفلوریک و هیدروکسید سدیم) در واکنش‌هایی مانند خنثی سازی و تولید نمک شرکت کند.
Al 2 O 3 + 6 HF → ۲ AlF 3 + 3 H 2 O
Al 2 O 3 + 2 NaOH + 3 H 2 O → 2 NaAl (OH) 4

## ساختار

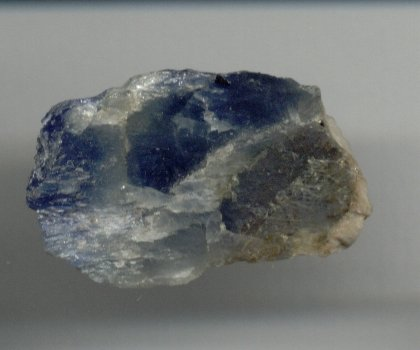
کرندوم از برزیل
اندازه حدود ۲ × ۳ سانتی‌متر

رایج‌ترین شکل اکسید آلومینیوم کریستالی به عنوان کوراندوم شناخته می‌شود که فرم پایدار ترمودینامیکی است. یون‌های اکسیژن با یون‌های آلومینیوم، یک ساختار شبکه کریستالی هگزاگونال فشرده را تشکیل می‌دهند. از نظر کریستالوگرافی، کرندوم یک شبکه مثلثی Bravais با یک گروه فضایی R ۳ c (شماره ۱۶۷ در جداول بین‌المللی) است که سلول واحد آن حاوی فرمول اکسید آلومینیوم است.
اکسید آلومینیوم در فازهای دیگر، از جمله فازهای مکعب γ و η، فاز مونوکلینیک θ، فاز شش ضلعی χ، فاز ارتو رومبیک و فاز δ وجود دارد. هرکدام دارای ساختار و خصوصیات بلوری منحصر به فردی هستند. مکعب γ-Al 2 O 3 دارای کاربردهای فنی مهمی است. ثابت شده که به اصطلاح، β-Al 2 O 3 NaAl 11 O 17 است.
اکسید آلومینیوم مذاب در نزدیکی دمای ذوب تقریباً ۲/۳ چهار ضلعی است (یعنی ۲/۳ آن توسط ۴ اکسیژن همسایه احاطه شده است)، و ۱/۳ آن با Al-O 5 احاطه شده است. حدود ۸۰٪ از اتم‌های اکسیژن در سه یا چند Al-O در چند وجهی تقسیم می‌شود و اکثر اتصالات در چند وجهی با گوشه‌ها مشترک هستند (با ۱۰–۲۰ درصد باقیمانده از لبه)
تفکیک اکتاهدرای بر اثر ذوب، با افزایش حجم نسبتاً بزرگ (تقریباً ۲۰٪) همراه است، چگالی آن ۲٫۹۳ گرم بر سانتی‌متر مکعب است. ساختار آلومینای مذاب وابسته به دما است و بر اثر سرد کردن آن در کسری از ورقه‌های آلومینیوم ۵و۶، افزایش طول ایجاد می‌شود. در این صورت ساختار سلول واحد ALO 4 بزرگ شده و تغییر می‌کند و این باعث پیدایش ساختار آمورف آلومینا شده است.

## تولید
آلومینیوم هیدروکسید، سنگ معدن اصلی آلومینیوم است. مخلوطی از مواد معدنی شامل سنگ بوکسیت، از جمله gibbsite (Al (OH) 3)، بوهمیت (γ-AlO (OH)) و دیاسپور (α-AlO (OH))، همراه با ناخالصی اکسیدهای آهن و هیدروکسیدها، کوارتز و مواد معدنی رس می‌باشد. بوکسیت‌ها در لاتریت‌ها یافت می‌شوند. بوکسیت با فرایند بایر خالص می‌شود:
Al 2 O 3 + H 2 O + NaOH → NaAl (OH) 4
Al (OH) 3 + NaOH → NaAl (OH) 4
به جز SiO 2، سایر اجزای بوکسیت در باز حل نمی‌شوند. بر اثر فیلتر شدن مخلوط، Fe 2 O 3 حذف می‌شود. وقتی مایعات Bayer خنک می‌شود، Al (OH) 3 رسوب می‌کند و سیلیکات‌ها در محلول باقی می‌مانند.
NaAl (OH) 4 → NaOH + Al (OH) 3
سپس جامد ژیپسیت Al (OH) 3 تکلیس (یا کشته سازی (به انگلیسی: Calcination) اصطلاحی در علم مواد و شیمی است که به حرارت دادن مواد برای پیرولیز، حذف رطوبت، تشکیل ترکیبات واسط، انجام واکنش در حالت جامد و نفوذ گفته می‌شود) می‌شود (تا بیش از ۱۱۰۰ درجه سانتیگراد گرم می‌شود) و اکسید آلومنیوم تولید می‌شود:
2 Al (OH) 3 → Al 2 O 3 + 3 H 2 O
اکسید آلومینیوم محصول چند فاز می‌باشد، یعنی متشکل از چندین فاز اکسید آلومینیوم و نه تنها کرندوم. بنابراین می‌توان فرایند تولید را برای تولید یک محصول متناسب بهینه کرد. نوع فازهای موجود، به عنوان مثال، بر حلالیت و ساختار منافذ اکسید آلومینیوم تأثیر می‌گذارد که به نوبه خود، در هزینه تولید آلومینیوم و کنترل آلودگی نیز تأثیر گذار است.

## برنامه‌های کاربردی
آلومینا آلفا در جوامع علوم مواد یا آلوندوم (به صورت ذوب شده) یا آلوکسیت در معادن و سرامیک‌ها پیدا می‌شود که در تولید اکسید آلومینیوم از آن استفاده گسترده‌ای می‌شود. تولید جهانی اکسید آلومینیوم در سال ۲۰۱۵ تقریباً ۱۱۵ میلیون تن بوده است که بیش از ۹۰٪ آن در تولید فلز آلومینیوم استفاده می‌شود. عمده استفاده از اکسیدهای آلومینیوم در مواد نسوز، سرامیک، پرداخت و مواد ساینده است. از تناژهای زیاد هیدروکسید آلومینیوم، که آلومینا از آن بدست می‌آید، در ساخت زئولیت (یک ماده معدنی است که عمدتاً از آلومینوسیلیکات تشکیل شده و کاربرد تجاری عمده آن در صنایع یه عنوان جاذب سطحی است) به عنوان پوشش رنگدانه‌های تیتانیا و بازدارنده آتش و مهار کننده دود استفاده می‌شود.
بیش از ۹۰٪ اکسید آلومینیوم، که به‌طور معمول ((Smelter Grade Alumina (SGA) نامیده می‌شود، برای تولید آلومینیوم (معمولاً با فرایند هال-هرولت) مصرف می‌شود. درصد باقیماندهٔ آن، که به‌طور معمول آلومینای ویژه نامیده می‌شود، در طیف گسترده‌ای از برنامه‌ها استفاده می‌شود که نشان دهنده بی اثر بودن مقاومت آن در برابر دما و الکتریسیته است.

### پرکننده‌ها
اکسید آلومینیوم ماده پر کننده پلاستیک است و از نظر شیمیایی نسبتاً بی اثر و سفید است. اکسید آلومینیوم یک ماده رایج در ضدآفتاب است و گاهی اوقات در مواد آرایشی مانند رژگونه، رژ لب و لاک ناخن نیز وجود دارد.

### شیشه
در بسیاری از فرمولاسیون‌های شیشه، از اکسید آلومینیوم به عنوان ماده تشکیل دهنده استفاده می‌شود. شیشه آلومینو سیلیکات نوعی شیشه است که معمولاً مورد استفاده قرار می‌گیرد و اغلب حاوی ۵٪ تا ۱۰٪ آلومینا است.

### تجزیه و تحلیل
اکسید آلومینیوم واکنش‌های مختلفی را که از نظر صنعتی مفید هستند، تجزیه می‌کند. اکسید آلومینیوم در بزرگ‌ترین کاربرد خود، کاتالیزور فرایند کلاوس برای تبدیل گازهای زائد سولفید هیدروژن به گوگرد اولیه در پالایشگاه‌ها است. همچنین برای گرفتن آب الکل‌ها و تبدیل آن به به آلکن‌ها مفید است.
اکسید آلومینیوم به عنوان یک پشتیبانی از کاتالیزور برای بسیاری از کاتالیزورهای صنعتی مانند موارد استفاده شده در هیدرودسولفوریزاسیون (هیدرودسولفوریزاسیون (Hydrodesulfurization) یا HDS یک فرایند شیمیایی فروکافت است که به فراوانی در حذف گوگرد (S) از گاز طبیعی و محصولات نفتی پالایش شده از نفت مانند بنزین، سوخت جت، نفت سفید، سوخت دیزل و روغن‌های سوختی کاربرد دارد) و برخی از پلیمریزاسیون‌های زیگلر-ناتا استفاده می‌شود.

### تصفیه گاز
اکسید آلومینیوم به‌طور گسترده‌ای برای حذف آب از جریان گاز استفاده می‌شود. با توجه به خاصیت آبدوستی این ترکیبات میل شدیدی به جذب بخار آب دارند و زاویه تماس کمی با آب تشکیل می‌دهند که خود سبب تشکیل فیلم نازکی بر اکسیدهای آلومینیم می‌شوند.

### ساینده
همچنین از اکسید آلومینیوم برای سختی و مقاومت استفاده می‌شود. شکل طبیعی آن یعنی Corundum، نه درجه سختی معدنی در مقیاس Mohs است (به منظور سنجش سختی کانیها ده کانی به عنوان مبنای سختی انتخاب شده است که از لحاظ سخت بودن هرکدام یک درجه کامل فرق دارند؛ زیرا بعضی کانی‌ها از همدیگر نیم درجه یا به صورت کسری تفاوت دارند؛ و با خراشیدن یکی بر روی یکی دیگر از این ده کانی می‌توان سختی سایر کانی‌ها را با آن‌ها مقایسه کرد. این مقیاس به نام مقیاس موس معروف است)
این ماده به عنوان ساینده، از جمله به عنوان یک جایگزین بسیار ارزان قیمت برای الماس، بسیار مورد استفاده قرار می‌گیرد. در بسیاری از انواع کاغذ سنباده، از بلورهای اکسید آلومینیوم استفاده می‌شود. علاوه بر این، کم بودن ظرفیت گرمایی یا حرارتی ویژهٔ آن به‌طور گسترده‌ای در عملیات سنگ زنی به ویژه ابزار قطع استفاده می‌شود. به عنوان ماده معدنی ساینده، پودر آلوکسیت، به همراه سیلیس، در نوک نشانهٔ کیو (چوبدستی است یک تکه که به تدریج از انتها به سمت نوک، باریک می‌شود و به صورت یک تکه یا از دو تکه چوب که در قسمت میانی با یک بست فلزی یا رزین فنولیک به هم متصل می‌شوند، ساخته شده است) در بیلیارد استفاده می‌شود. از پودر اکسید آلومینیوم در برخی پولیش CD / DVD استفاده می‌شود. همچنین در خمیردندان هم از آن استفاده می‌شود. این ماده همچنین در میکرودرم ابریژن (پوست‌سابی یا دِرم ابرِیژن (به انگلیسی: Dermabrasion) نوعی لایه‌برداری لایه‌های سطحی پوست است که به‌منظور زیباسازی، جوان‌سازی و رفع جوشگاه (اسکارِ) سطحیِ پوست انجام می‌گیرد) هم در فرایند ماشینی که از طریق متخصصان پوست و زیبایی در دسترس است، استفاده می‌شود.

### رنگ کردن
از پوسته‌های اکسید آلومینیوم در رنگ‌ها برای جلوه‌های تزئینی مانند صنایع خودرو یا لوازم آرایشی استفاده می‌شود.

### فیبر کامپوزیت
از اکسید آلومینیوم در چند ماده به عنوان الیاف تجربی و تجاری برای کاربردهای با کارایی بالا استفاده شده است (به عنوان مثال، فیبر FP , Nextel 610، Nextel 720). به ویژه نانوالیاف آلومینا به یک زمینه تحقیقاتی مورد علاقه تبدیل شده است.

### زره بدن
در ساخت برخی از زره پوش‌های بدن از صفحات سرامیک آلومینا استفاده می‌کنند، که معمولاً در ترکیب با UHMWPE (پلی اتیلن بسیار سنگین که با نامهای UHMWPE,UHMW نیز شناخته می‌شود، یکی از زیر مجموعه‌های نوعی ترموپلاستیک با نام پلی اتیلن است) برای دستیابی به مقاومت بیشتر در برابر تهدیدات تفنگ وجود دارد. زره پوش‌های سرامیکی آلومینا به راحتی در دسترس غیرنظامیان در حوزه‌های قضایی است که استفاده از آن‌ها قانونی است اما درجه نظامی محسوب نمی‌شود.

### محافظت در برابر سایش
اکسید آلومینیوم را می‌توان به عنوان پوشش روی آلومینیوم، با استفاده از آندش یا با اکسیداسیون الکترولیتی پلاسما (یک روش مهندسی سطح برای فلزات سبک همچون آلومینیم، منیزیم و تیتانیم و نیز آلیاژهایشان می‌باشد. درحین این فرایند، سطح آلیاژ منیزیم تبدیل به یک سرامیک سخت می‌شود، درون حمام الکترولیت، از انرژی تخلیه الکتریکی بسیار بالا استفاده می‌شود) رشد داد. ویژگی‌های سختی و مقاومت در برابر سایش پوشش، از مقاومت بالای اکسید آلومینیوم نشات می‌گیرد، با این حال لایه پوشش متخلخل تولید شده با روش‌های آندش باعث تولید آلیاژهای فولاد-کربن شده است که بسیار سخت هستند اما سختی آن به‌طور قابل توجهی پایین‌تر از سختی کرندوم طبیعی و مصنوعی است.

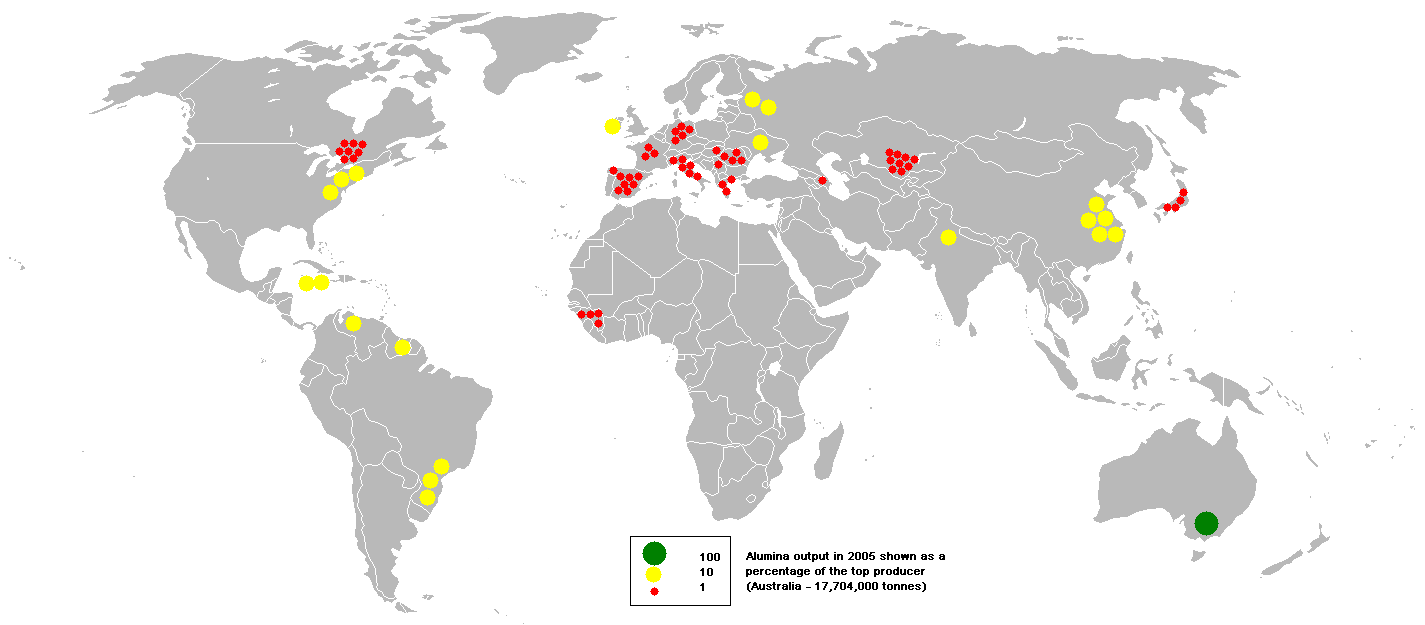
تولید اکسید آلومینیوم در سال ۲۰۰۵

از آلومینای پودر شده برای ساخت کاشی‌هایی استفاده می‌شود که در داخل خطوط سوخت و کانال دودکش در نیروگاه‌های زغال سنگ استفاده می‌شود تا از نواحی با سایش زیاد محافظت کنند. آنها برای مناطقی که نیروهای وارده، ضربهٔ زیادی دارند، مناسب نیستند، زیرا این کاشی‌ها شکننده و مستعد شکستن هستند.

### عایق الکتریکی
اکسید آلومینیوم یک عایق الکتریکی است که در مدارهای مجتمع استفاده می‌شود. همچنین به عنوان ماده ای برای تونل‌زنی کوانتومی (به فرایند کوانتومی تونل زدن یک ذره بنیادی در یک سد پتانسیل - که از نظر کلاسیک، ذره قادر به عبور از آن نیست - اشاره دارد) برای ساخت دستگاه‌های ابررسانا مانند ترانزیستورهای تک الکترون و دستگاه‌های تداخل کوانتومی ابررسانا (SQUIDs) استفاده می‌شود.
می‌توان Al 2 O 3 را با تبادل شیمیایی بین تری متیل آلومینیوم (Al (CH 3) 3) و H 2 O تولید کرد:
2 Al (CH 3) 3 + 3 H 2 O → Al 2 O 3 + 6 CH 4
H 2 O در واکنش فوق می‌تواند با ازون (O 3) به عنوان اکسید کننده فعال جایگزین شود و سپس واکنش زیر اتفاق می‌افتد:
2 Al (CH 3) 3 + O 3 → Al 2 O 3 + 3 C 2 H 6
از اکسید آلومینیوم، به عنوان یک دی الکتریک با نوار ممنوعه نسبتاً زیاد (در فیزیک حالت جامد نوار ممنوعه، فاصله نوار، یا شکاف انرژی (به انگلیسی: Band gap) به منطقه‌ای از طیف انرژی در یک جامد گفته می‌شود که در آن منطقه از طیف هیچ حالت الکترونیکی نمی‌تواند وجود داشته باشد) به عنوان یک عایق در خازن‌ها استفاده می‌شود.

### موارد دیگر
در روشنایی، از اکسید آلومینیوم شفاف در برخی از لامپ‌های بخار سدیم استفاده می‌شود. از اکسید آلومینیوم در تهیه سوسپانسیون‌های پوششی در تهیهٔ لامپهای کم مصرف فلورسنت نیز استفاده می‌شود.
در آزمایشگاه‌های شیمی، اکسید آلومینیوم واسطه ای برای کروماتوگرافی است که به صورت باز (با PH 9.5)، اسید (با pH 4.5 در هنگام آب) و خنثی موجود است.
برنامه‌های بهداشتی و پزشکی آن شامل کاربرد در جایگزینی لگن و قرص‌های جلوگیری از بارداری می‌شود.
همچنین به عنوان تشعشع سنج برای محافظت در برابر اشعه کاربرد دارد.
عایق‌های کوره‌های با درجه حرارت بالا اغلب از اکسید آلومینیوم ساخته می‌شود. بعضی اوقات بسته به درجه حرارت ماده، عایق دارای درصد متفاوتی از سیلیس است. عایق‌ها به صورت پتو، تخته، آجر و الیاف سست برای کاربردهای مختلف ساخته شده است.
قطعات کوچک اکسید آلومینیوم اغلب به عنوان تراشه‌هایی برای جوش در شیمی استفاده می‌شود.
همچنین آلومینا با استفاده از فرایند پاشش حرارتی (نام کلی برای مجموعه‌ای از روش‌هایی است که برای ایجاد پوشش در سطح قطعات، با استفاده از ترکیبی از انرژی حرارتی و انرژی جنبشی انجام می‌گیرد. تقسیم‌بندی‌های مختلفی برای فرایندهای ترمال اسپری ارائه شده است) و مخلوط شدن با تیتانیوم دی‌اکسید، روی سطح برخی از رینگ‌های دوچرخه پوشش داده می‌شود تا در برابر سایش و مقاومت ایجاد شود.
بیشتر چشم‌های سرامیکی روی میله‌های ماهیگیری، حلقه‌های دایره ای ساخته شده از اکسید آلومینیوم هستند.

## انواع آلومینا
از لحاظ تجاری انواع مختلفی از آلومینا وجود دارد که هر تولیدکننده با توجه به نیازهایی که از آلومینا دارد، یک یا چند نوع از آن را استفاده می‌کند. در ادامه به معرفی انواع مختلف آلومینا می‌پردازیم:

## آلومینای اسملتر
این نوع آلومینا از هیدروکسید آلومینیوم و با استفاده از کوره‌های دوار تولید می‌شده است. اما امروزه به‌وسیلهٔ کلساینرهای فلوید فلش یا بستر مایع تولید می‌شوند. در فرایندهای فلوید فلش اولین اتفاقی که رخ می‌دهد این است که آب آزاد ماده خارج می‌گردد و سپس آب ساختاری که به صورت شیمیایی در ترکیب وجود دارد، از دست می‌رود. آلومینای بدون آب اساساً به فرم آلومینای اکتیو است.

## آلومینای کلسینه شده
ناخالصی اصلی موجود در این نوع آلومینا، اکسید سدیم است. انواع مختلفی از این نوع آلومینا تولید می‌شود که از لحاظ اندازهٔ کریستال‌ها، مورفولوژی و ناخالصی‌های شیمیایی متفاوت اند.
گریدهای آلومینای کلسینه شده عمدتاً براساس میزان اکسید سدیم به سه گروه: دارای اکسید سدیم معمولی، دارای اکسید سدیم متوسط و دارای اکسید سدیم کم تقسیم‌بندی می‌شوند. در بسیاری از کاربردها مخصوصاً کاربردهای الکتریکی و الکترونیکی نیاز است تا میزان اکسید سدیم موجود در آلومینا بسیار کم باشد. یک آلومینای با اکسید سدیم کم عموماً آلومینایی است که درصد اکسید سدیم آن زیر ۱/۰٪ وزنی باشد. این نوع آلومینا را می‌توان به روش‌های مختلفی مانند شستشو با اسید، افزودن کلر، افزودن بور و استفاده از ترکیبات جاذب سدیم، تولید کرد.

## آلومینای ری اکتیو
آلومینای ری اکتیو واژه‌ای است که معمولاً به آلومینای با خلوص نسبتاً بالا و اندازهٔ کریستالی کوچک (کوچک‌تر از یک میلی‌متر) گفته می‌شود. این آلومینا بدنه‌ای با چگالی بالا تشکیل می‌دهد.
بنابر تعریف دیگر، آلومینای ری اکتیو آلومینایی است که بتواند بدنه‌ای را تشکیل بدهد که چگالی آن پس از پخت، بالا و دمای پخت نسبتاً پایین (حدود ۱۶۵۰–۱۵۵۰ درجه سانتیگراد) داشته باشد. ضمناً درصد اکسید سدیم موجود در این نوع آلومینا به دقت کنترل می‌شود و سعی می‌شود تا حد امکان کم باشد. این نوع آلومینا در جاهایی استفاده می‌شود که نیازمند استحکام استثنایی، مقاومت به سایش، مقاومت دمایی و پایداری شیمیایی هستیم. در واقع در جاهایی که رفتار مکانیکی بدنهٔ تولیدی در دمای بالا برای ما اهمیت دارد، از این نوع آلومینا استفاده می‌کنیم.

## آلومینای تبولار
آلومینای تبولارهمان آلومینای α است که تف جوشی شده است و به این خاطر تبولار نامیده می‌شود. تف‌جوشی چسباندن یا چسبیدن ذرات یک یا چند ماده به یکدیگر از طریق ذوب سطحی براثر حرارت، همراه با فشار یا بدون آن، به‌طوری‌که به صورت یک توده جامد درآیند. این نوع آلومینا بوسیلهٔ رسوب دادن یا پرس کردن آلومینای کلسینه شده و سپس حرارت دادن اشکال بدست آمده در دمای زیر نقطهٔ ذوب آلومینا در کورهٔ محوری تولید می‌شود.
به خاطر اینکه این مواد تف جوشی می‌شوند، در نتیجه تخلخل آنها پایین است. همچنین این نوع آلومینا دارای پایداری شیمیایی خوب و دیرگدازی بالا است که با توجه به این ویژگیها از آن در تولید انواع دیرگدازها استفاده می‌شود. در واقع مهم‌ترین کاربرد این نوع آلومینا در ساخت دیرگدازهای ریختنی و شکل دار است.
ذرات تبولار معمولاً به صورت ذرات کشیده و دارای گوشه‌های تیز است. این مسئله به خاطر رشد هگزاگونال آلومینا است که باعث می‌شود ذرات تبولار به جای کروی بودن، سوزنی شکل بشوند.
تخلخل ذرات تبولار نزدیک به صفر است به همین خاطر این نوع آلومینا به افزایش استحکام بدنه کمک می‌کند.

## آلومینای فیوزد
آلومینای فیوزد در کورهٔ قوس الکتریکی تولید می‌شود. نحوهٔ کار این کوره بدین صورت است که جریان بزرگی از الکتریسیته از میان الکترودهای کربنی کوره قوس الکتریکی عبور می‌کند. گرمای تولیدی در این پروسه که حدود دو هزار درجه سانتی گراد است، سبب ذوب شدن آلومینا یا بوکسیت (به عنوان مواد اولیه) می‌گردد.
پس از آن آلومینای ذوب شده به صورت شمش ریخته‌گری و به مدت حداقل یک هفته سرد می‌شود. در مرحله بعدی شمش‌ها خرد و بر اساس اندازه ذرات طبقه‌بندی می‌شوند.
معمولاً برای تولید هر تن آلومینای فیوزد در کوره قوس الکتریکی دوهزار کیلووات ساعت انرژی الکتریسته نیاز است. آلومینای فیوزد دارای چگالی بالا، تخلخل پایین، نفوذپذیری پایین و دیرگدازی بالا است. به خاطر این خواص از این نوع آلومینا در تولید ساینده‌ها و دیرگدازها استفاده می‌شود. سه کاربرد عمدهٔ آلومینای فیوزد عبارت است از: ساینده‌ها، دیرگدازها، ساب پاشی.
ساب پاشی فرایندی است که در آن ذرات ساینده تحت فشار هوا روی سطح قطعات فولادی پاشیده می‌شود تا برای رنگ‌کاری آماده شوند.
فرم‌های مختلفی از آلومینای فیوزد وجود دارد که عبارتند از:

## WFA
آلومینای کلیسنه ماده اولیه برای تولید آلومینای ذوبی سفید است. در بین انواع آلومینای فیوزد، خالصترین نوع محسوب می‌شود. همچنین اکسید سدیم از مهم‌ترین ناخالصی در این نوع آلومینا به‌شمار می‌آید. آلومینای فیوزد سفید اساساً در صنایع دیرگداز به کار می‌رود. کاربردهای دیگر آن برای سایش آلیاژها و فولادهای عملیات حرارتی شده است. لازم است ذکر شود که این نوع آلومینا برای کاربرد در ساینده‌های پوششی و همچنین برای سایش سطوح زبر و استفاده در چرخ‌های ساینده مناسب نیست.

## BFA
کاربرد این نوع آلومینا در صنایع ساینده و به‌خصوص در چرخ‌های ساینده برای مواد با استحکام بالا و ساینده‌های پوشش داده شده مثل کاغذها و تسمه‌ها و دیسک‌ها برای سایش چوب و پرداخت فلزات می‌باشد. این نوع آلومینا بیشترین کاربرد را دارد. معمولاً برای تهیهٔ آن یک عملیات حرارتی اضافی نیز به کار گرفته می‌شود. عملیات حرارتی سبب بالا رفتن چقرمگی در این آلومینا می‌شود. این عملیات هم می‌تواند در دمای پایین و هم در دمای بالا انجام شود. عملیات در دمای بالا سبب ایجاد رنگ مایل به آبی در دانه‌ها می‌شود.

## PFA
رنگ این نوع آلومیناهای ذوبی به میزان ناخالصی اکسید کروم موجود در آلومینای کلسینه شده، بستگی دارد. روش تولید آنها مشابه با آلومینای ذوبی سفید است و تقسیم‌بندی آنها عبارت است از:
آلومینای ذوبی صورتی با ۰۷/۰ تا ۲/۰ درصد Cr2O3
آلومینای ذوبی سرخ با ۲/۰ تا ۷/۰ درصد Cr2O3
آلومینای ذوبی یاقوتی با ۵/۱ تا ۵/۲ درصد Cr2O3
از نظر کاربرد، آلومینای ذوبی صورتی برتری محسوسی نسبت به آلومینای ذوبی سفید ندارد. تنها رنگ این دو متفاوت است که این امر می‌تواند باعث پنهان کردن لکه‌های ناشی از اکسید آهن که در چرخ‌های ساینده با آلومینای ذوبی سفید مشخص می‌باشند، گردد.

## آلومینای ذوبی سیاه
ذوب بوکسیت بدون اعمال اتمسفر احیاء منجر به ایجاد یک توده ترد سیاه رنگ می‌شود. پودرهای بدست آمده از آن در اروپا در تولید ساینده‌های پوششی و در صنایع اپتیکی و نوری استفاده می‌شود. این مواد به عنوان ماده ای با کیفیت اندکی پایین‌تر از آلومینای ذوبی قهوه ای برای کاغذهای سمباده به کار گرفته می‌شود.

## آلومینای حباب‌دار
این نوع آلومینا دارای تخلخل زیادی است. تخلخل‌های این نوع آلومینا به سطح دانه‌ها راه ندارد. این نوع آلومینا دارای چگالی پایینی است و به خاطر خاصیت سبکی و عایق بودن در ساخت بدنه‌های عایق استفاده می‌شوند. این نوع آلومینا بوسیلهٔ دمش هوا به داخل کورهٔ قوس الکتریکی تولید می‌شود.

## آلومینای اکتیو
آلومینای کلسینه شده در دمای پایین را آلومینای اکتیو می‌گویند. به خاطر دمای پایین کلسیناسیون درصد فازهای غیر α در آن زیاد است. به خاطر بالا بودن فعالیت شیمیایی فازهای غیر α در آلومینا، این نوع آلومینا فعالیت شیمیایی بالایی دارد و از این رو از آن در ساخت کاتالیزورها استفاده می‌شود.

## آلومینای خشن تراش
ساختار ریزدانه کریستال‌های آن باعث می‌شود چقرمگی بیش تری از خود نشان داده و بدون آن که دانه‌های سازنده از بدنه سنگ سنباده جدا شود لبه‌های هر دانه به مرور شکسته شده و لبه‌های برشی جدیدی پدید آید. این نوع آلومینا در عملیات سنگ زنی که فشار زیادی به سنگ وارد می‌شود؛ بکار می‌رود. مثل عملیات زائده برداری قطعات ریخته‌گری شده.

## کاربردهای آلومینا
آلومینا در زمینه‌های مختلف صنعتی کاربرد دارد. در ادامه اشاره ای به برخی از کاربردهای آن داریم:

## کاربردهای بیومتریالی
آلومینا از لحاظ شیمیایی یک اکسید آمفوتر و خنثی است. به خاطر وجود این ویژگی، آلومینا مقاومت به خوردگی مناسبی دارد. محیط بدن موجودات زنده محیطی خورنده است. و درصورت عدم تناسب میان یک ایمپلنت و بدن، بدن آن را دفع می‌کند. این دفع کردن به همراه تحریک سیستم دفاعی بدن علیه مادهٔ خارجی است از این رو نوع مادهٔ مورد استفاده در ساخت ایمپلنت و پروتز بسیار مهم می‌باشد. آلومینا دارای دو ویژگی است که توانسته خود را به عنوان یک مادهٔ زیست سازگار پذیر مطرح کند. این دو ویژگی عبارتند از:
1. آلومینا از لحاظ شیمیایی خنثی است.
2. آلومینا با محیط بدن سازگاری دارد

البته آلومینا نیز مانند سایر سرامیک‌ها ماده ای ترد است و استحکام کششی آن پایین است. از این رو در هنگام استفاده از سرامیک‌ها (آلومینا) در ساخت پروتزها با مشکل ابعادی روبرو هستیم. در واقع نمی‌توانیم هر قطعه ای با هر ابعادی را از جنس سرامیکی تهیه کنیم. به صورت کلی اگر قطعهٔ ما کوچک باشد مانند دندان یا استخوان‌های کوچک ما می‌توانیم از سرامیک استفاده کنیم اما اگر استخوان ما بزرگ باشد مانند استخوان ران یا ساق پا، دیگر نمی‌توانیم از سرامیک در ساخت آن استفاده کنیم.

## دیرگدازها
مواد نسوز یا دیرگداز به کلیه موادی گفته می‌شود که در درجه حرارت بالا خواص فیزیکی، شیمیایی، مکانیکی و ترمومکانیکی آن تغییر نمی‌کند و به‌خصوص در مقابل فشار، سایش، شوک حرارتی و خوردگی شیمیائی از خود مقاومت لازم را نشان می‌دهند.
از آلومینا می‌توان در ساخت نسوزهای شکل دار و بی‌شکل استفاده کرد. انواع مختلفی از نسوزها که بر پایهٔ آلومینا تولید می‌شوند عبارت اند از: آجرهای آلومینایی، کامپوزیت‌های آلومینایی، دیرگدازهای آلومینا. در واقع آلومینا مقاومت به خوردگی خوبی دارد اما در برابر مذاب و سرباره به سرعت خورده می‌شود از این رو برای افزایش مقاومت به خوردگی آن از مواد کربنی استفاده می‌شود. مواد کربنی مانند کک، قیر و گرانیت به صورت کامپوزیت با آلومینا استفاده می‌شوند. نسوزهای آلومینا-گرانیت به خاطر پدید آمدن خاصیت عدم تر شوندگی خواص مقاومتی در برابر خوردگی خوبی دارند.

## ساینده‌ها
همان‌طور که قبلاً اشاره شد آلومینا دارای سختی بالایی است و در واقع پس از الماس قرار دارد. به خاطر سختی بالای این ماده از آن در تولید ابزارهای برنده و ساینده‌ها استفاده می‌شود.

## کاربردهای الکتریکی
آلومینا استحکام دی الکتریک بالایی دارد و می‌تواند به عنوان پایه مدار، عایق شمع اتومبیل، پوشش لامپ‌های بخار سدیم از آن استفاده کرد. کاربرد آلومینا در مدارات با فرکانس بالا اهمیت پیدا می‌کند. در واقع گرمای پدید آمده دراین مدارات می‌تواند مواد متداول مانند پلاستیک را ذوب کرده و تنها مواد سرامیکی هستند که می‌توانند در این شرایط تحمل داشته باشند.